# Championnat de Jordanie de football 2005-2006
Navigation
Saison précédente Saison suivante
La saison 2005-2006 du Championnat de Jordanie de football est la cinquante-septième édition du championnat de première division en Jordanie.
La compétition est disputée sous forme de poule unique où les dix meilleurs clubs du pays s'affrontent deux fois au cours de la saison, à domicile et à l'extérieur. En fin de saison, les deux derniers du classement sont relégués et remplacés par les deux meilleurs clubs de deuxième division.
C'est le club de Shabab Al-Ordon Club qui remporte la compétition après avoir terminé en tête du classement final, avec deux points d'avance sur Al Faisaly Club et sept sur Al-Weehdat Club. C'est le tout premier titre de champion de Jordanie de l'histoire du club, venu briser l'hégémonie des deux clubs phares du pays (Al Faysali et Al-Weehdat), qui se partageaient tous les titres de champion depuis 1984 et le seul titre d'Amman SC.
Pour une raison indéterminée, le club de Shabab Al Hussein est exclu avant la dernière journée du championnat et relégué en deuxième division.

## Les clubs participants
| - Al-Weehdat Club - Al Ramtha SC - Al Hussein Irbid - Shabab Al-Ordon Club - Al Jazira Amman - Promu de D2 | - Al Yarmouk Amman - Promu de D2 - Al-Faisaly Club - Al Buqa'a - Kfarsoum SC - Shabab Al Hussein |

## Compétition
Le barème utilisé pour établir le classement est le suivant :
- Victoire : 3 points
- Match nul : 1 point
- Défaite : 0 point

### Classement
| Rang | Équipe                  | Pts | J  | G  | N | P  | Bp | Bc | Diff |
| ---- | ----------------------- | --- | -- | -- | - | -- | -- | -- | ---- |
| 1    | Shabab Al-Ordon ClubC   | 42  | 18 | 13 | 3 | 2  | 41 | 19 | +22  |
| 2    | Al Faisaly ClubC2       | 40  | 18 | 12 | 4 | 2  | 35 | 13 | +22  |
| 3    | Al-Weehdat ClubT        | 35  | 18 | 10 | 5 | 3  | 35 | 18 | +17  |
| 4    | Al Hussein Irbid        | 28  | 18 | 8  | 4 | 6  | 26 | 21 | +5   |
| 5    | Al Ramtha SC            | 26  | 18 | 7  | 5 | 6  | 23 | 28 | -5   |
| 6    | Al Buqa'a               | 22  | 18 | 6  | 4 | 8  | 23 | 23 | 0    |
| 7    | Al Yarmouk Amman        | 17  | 18 | 4  | 5 | 9  | 19 | 29 | -10  |
| 8    | Shabab Al-Hussein exclu | 15  | 18 | 4  | 3 | 11 | 25 | 37 | -12  |
| 9    | Al Jazira Amman         | 14  | 18 | 3  | 5 | 10 | 19 | 33 | -14  |
| 10   | Kfarsoum SC             | 10  | 18 | 2  | 4 | 12 | 17 | 42 | -25  |

|  | Qualification pour la Coupe de l'AFC 2007                                                                                         |
|  | Relégation directe en deuxième division                                                                                           |
|  | C2 : Vainqueur de la Coupe de l'AFC 2006 T : Tenant du titre C : Vainqueur de la Coupe de Jordanie P : Promu de deuxième division |

## Bilan de la saison
| Championnat de Jordanie de football 2005-2006 |                                  |
| Champion                                      | Shabab Al-Ordon Club (1er titre) |
| Coupes et trophées                            |                                  |
| Vainqueur de la Coupe de Jordanie 2005-2006   | Shabab Al-Ordon Club             |
| Qualifications continentales                  |                                  |
| Coupe de l'AFC 2007                           | Al Faisaly Club (tenant)         |
| Coupe de l'AFC 2007                           | Shabab Al-Ordon Club             |
| Coupe de l'AFC 2007                           | Al-Weehdat Club                  |
| Promotions et relégations                     |                                  |
| Promus en première division                   | Al Arabi Irbid                   |
| Promus en première division                   | Al Ittihad Al Ramtha             |
| Relégués en deuxième division                 | Shabab Al Hussein (exclu)        |
| Relégués en deuxième division                 | Kfarsoum SC                      |